# Tabatha Cash
Tabatha Cash (pseudonimo di Céline Barbe; Saint-Denis, 27 dicembre 1973) è un'ex attrice pornografica francese.

## Biografia
Al di fuori del panorama della pornografia ha lavorato come presentatrice su Sky Radio in Francia, ed è stata la star principale del film Raï impersonando una giovane donna algerina. Nel 1993 prende parte al film Adolescenza perversa, diretto da Mario Salieri con Selen e, due anni dopo, è attrice co-protagonista nel film di Joe D'Amato Marco Polo: La storia mai raccontata che annovera, come protagonista, Rocco Siffredi. Nel 1994 le viene assegnato il premio Hot d'Or come migliore attrice pornografica europea. Ha preso parte ad oltre 90 film pornografici tra il 1992 ed il 1996.

## Vita privata
Dal matrimonio con Franck Vardon, che l'ha lasciata vedova nel 2014, sono nati due figli: un maschio e una femmina.

## Riconoscimenti
- Hot d'Or Migliore attrice pornografica europea – 1994

## Filmografia
- Downtown Very Brown (2002)
- Bad Hair Day (2001)
- Chez Twat (2001)
- The Best by Private 16: Cumshot De Luxe 2 (1999)
- Sodomania: Director's Cut Classics 2 (1999)
- The Best by Private 4: Cumshot De Luxe (1998)
- Foreign Fucks & Sucks (1998)
- Creme De Femme: The Video Series (1996)
- Deep Inside Brittany O'Connell (1996)
- Il diario di Milly (1996)
- Private Gold 2: Friends in Sex (1996)
- Tabatha and Her Friends (1996)
- Wacky World of Ed Powers (1996)
- Magique Emmanuelle (1995)
- Le Parfum d'Emmanuelle (1995)
- L'amour d'Emmanuelle (1995)
- Emmanuelle à Venise (1995)
- La Revanche d'Emmanuelle (1995)
- Le Secret d'Emmanuelle (1995)
- Rai (1995)
- Anal Maniacs 3 (1995)
- Bustin' Out My Best Anal (1995)
- Esclaves au harem (1995)
- Nasty Girls 6 (1995)
- The Erotic Adventures of Aladdin X (1994)
- Marco Polo - La storia mai raccontata (1994)
- Olympus of Lust (1994)
- Seymore Butts Goes Nuts (1994)
- Sodomania: The Baddest of the Best (1994)
- Up and Cummers : The Movie (1994)
- Les Visiteuses (1994)
- Adolescenza perversa (1993)
- Anal Delights 3 (1993)
- The Anal-Europe Series 3: The Museum of the Living Art (1993)
- The Anal-Europe Series 4: Anal Recall (1993)
- The Anal-Europe Series 5: Anal European Vacation (1993)
- Animal Instinct (1993)
- Booty Sister (1993)
- Casanova (1993)
- Dr. Butts 3 (1993)
- Euroslut: French Tart (1993)
- Éternelle Emmanuelle (1993)
- Facesitters 2 (1993)
- Gangbang Girl 9 (1993)
- The Golden Girl: Part One (1993)
- Ladykiller (1993)
- More Dirty Debutantes 23 (1993)
- Night Train (1993)
- Private Film 1 : Anal Academy (1993)
- Raunch 6 (1993)
- Rêves de cuir 2 (1993)
- Tales from the Zipper (1993)
- Casa d'appuntamento... puttana dalla testa ai piedi (1992)
- My Sex Life As a Ghost (1992)
- Raunch 6: French Kiss (1992)
- Il condominio delle mogli infedeli (1992)
- The Sarah Young Collection 6 (1992)
- Sodomania 3: With Foreign Objects (1992)
- The Young One: Part Eleven (1992)
- The Young One: Part Ten (1992)
- The Young One: Part Nine (1992)